# Anne Jaclard
Anne Jaclard, nasceu Anna Vasilyevna Korvin-Krukovskaya (1843-1887), foi uma  socialista e feminista revolucionária russa. Ela participou da Comuna de Paris e da Primeira Internacional e foi amiga de Karl Marx. Ela foi noiva de Fyodor Dostoyevsky , mas casou-se com o blanquista Victor Jaclard. Sua irmã foi a matemática e socialista Sofia Kovalevskaya (1850-1891).

## Primeiros anos
Anna Vasilevna Korvin-Krukovskaya nasceu em uma respeitável e rica família militar de status aristocrático. Seu pai foi o General Vasily Korvin-Krukovsky. Anna e sua irmã, a futura matemática Sophia Kovalevskaya, foram criadas em um ambiente culto. Quando jovens, elas leram literatura materialista e tambem livros populares - escritos por Ludwig Büchner, Karl Vogt entre outros—e os escritos 'nihilistas' e críticas sociais Narodnik como N.G. Chernyshevsky e P.L. Lavrov. Ambas associaram-se com círculos radicais Narodnik.
Nos anos 1860s, Anna esteve comprometida, por um breve período, com o famoso escritor Fyodor Dostoyevsky. Ela o conheceu em 1864, após publicar duas histórias no jornal de literatura do mesmo, The Epoch, sem o conhecimento de sua família. Dostoyevsky respeitava o seu talento e a encorajava a escrever. No entanto, eles não eram politicamente compatíveis. Embora Dostoyevsky tenha simpatizado com as idéias do socialismo utópico em sua juventude, e tenha inclusive sido banido para a Sibéria pelo seu envolvimento no círculo Petrashevsky, nos anos 1860s ele estava se tornando cada vez mais religioso e conservador. O noivado foi eventualmente desfeito, mas Korvin-Krukovskaya e Dostoyevsky permaneceram amigos. Acredita-se que a personagem de Dostoyevsky, Aglaya Epanchina, no livro O idiota, tenha sido inspirada em Anna.
Anna Korvin-Krukovskaya deixou a Russia em 1866 e foi para Geneva, Suíça, onde estudou medicina e associou-se com radicais exilados da Rússia e deu outros países. Um deles era um jovem estudante de medicina recentemente exilado da França pelo seu envolvimento nas conspirações blanquistas, Victor Jaclard. Em 1867, Anna e Victor casaram-se. Os Jaclards estiveram envolvidos nos grupos revolucionários anarquistas de Mikhail Bakunin, mas isso não os impediu de tornarem-se amigos de Karl Marx, seu maior oponente subsequente. Eles juntaram-se à Primeira Internacional, organizada em 1864 sob a liderança de Marx, Anna foi membra da seção russa, e Victor da francesa.

## A Comuna de Paris
A queda de Napoleão III em 1870 possibilitou que Jaclard retornasse à França, e Anna foi com ele. Junto com seu marido, ela participou ativamente da Comuna de Paris em 1871. Ela sentou-se no Comité de vigilance de Montmartre e no comitê supervisionou a educação de meninas; foi ativa na organização do fornecimento de comida para a cidade cercada de Paris; co-fundou e escreveu no jornal La Sociale; agiu como uma das representantes da seção russa da Internacional e participou no comitê pelos direitos das mulheres. Ela estava convencida que a luta pelos direitos das mulheres poderia ser bem sucedido somente em conjunto com a luta contra o capitalismo em geral. Anne Jaclard, como ela era conhecida, colaborou com outras lideres feministas revolucionárias na Comuna, incluindo Louise Michel, Nathalie Lemel, a escritora André Léo, Paule Mink e a sua colega russa, Elisaveta Dmitrieva. Juntas elas fundaram o Sindicato das Mulheres, que lutava por salários iguais para mulheres, sufrágio feminino, medidas conta a violência doméstica e o fechamento de bordéis em Paris. 
Quando a Comuna de Paris foi suprimida pelo governo de Versailles de Adolphe Thiers, Anna e seu marido foram capturados. Ele foi sentenciado à morte, ela, a trabalhos forçados pelo resto de sua vida em uma colônia penal na Nova Caledônia. No entanto, em outubro de 1871, com a ajuda do irmão e do pai de Anna, os Jaclards conseguiram escapar da prisão. Eles fugiram para a Suíça, e depois para Londres, onde ficaram na casa de Karl Marx. Aparentemente, Marx não se descontou sua rivalidade com Bakunin contra eles. Marx, que havia aprendido o russo de maneira auto-didata, estava na época muito interessado no movimento revolucionário russo. Anna começou, mas não terminou, a tradução do Volume 1 do Capital. (O trabalho completo foi mais tarde traduzido por Nikolai Danielson.) Marx também ajudou a conseguir uma viagem de estudos para Anna até Heidelberg, na Alemanha.

## Últimos anos
Em 1874, Anna e seu marido retornaram à Russia. Victor conseguiu um trabalho como professor de francês, e Anna trabalhou principalmente como jornalista e tradutora. Ela contribuiu com jornais de oposição como Delo e Slovo. Os Jaclards também retomaram a amizade com Dostoyevsky. Nem o prévio noivado de Anna com Dostoyevsky nem suas fortes diferenças políticas impediram que os Jaclards mantivessem contato regular e cordial com ele. Ela ocasionalmente o ajudou com traduções para o francês, no qual era fluente. Anne Jaclard também retomou seus contatos com círculos revolucionários, como o movimento Narodnik 'para o povo' na década de 1870 e com os revolucionários que, em 1879, formaram o grupo Narodnaia Volia (A Vontade do Povo). Em 1881, esse grupo assassinou o czar Alexandre II. No entanto, os Jaclards já haviam deixado a Rússia, e não foram apanhados na repressão que seguiu o acontecimento. Em 1880, uma anistia geral permitiu que Anne e Victor retornassem a França. Lá, eles retomaram seu trabalho como jornalistas. Anna Jaclard morreu em 1887.